# Electrómetro de jaula de Faraday
El electrómetro de jaula de Faraday, o electrómetro de aerosoles de jaula de Faraday (FCAE, por sus siglas en inglés), es el instrumento más simple usado para medir el número de partículas suspendidas en estudios de aerosoles. Consiste en un electrómetro y un filtro dentro de una jaula de Faraday . Las partículas cargadas recogidas por el filtro generan una corriente eléctrica que es medida por el electrómetro.
Dado que la eficiencia del electrómetro de jaula de Faraday en el conteo de partículas es de 1, independientemente del diámetro de la partícula, este instrumento se usa como referencia primaria del número de partículas y se usa para calibrar otros instrumentos, como el contador de partículas por condensación (CPC).

## Principio
De acuerdo con la ley de Gauss, la carga acumulada en la jaula de Faraday es la carga inducida, lo que significa que el filtro no necesita ser conductor. Por lo general, se usa para medir partículas de carga unipolar, que son partículas con una concentración de carga neta que es igual a la concentración de carga de las partículas con carga positiva o negativa.
Con un electrómetro de aerosoles, el transporte de carga por partículas de aerosol cargadas eléctricamente se puede medir como corriente eléctrica.
En una carcasa de metal (jaula de Faraday) se monta un filtro de partículas sobre un aislante. Una jaula de Faraday es un detector que mide la corriente en un haz de partículas cargadas. Las jaulas de Faraday se utilizan, por ejemplo, en espectrómetros de masas como alternativa a los multiplicadores de electrones secundarios. La ventaja de la jaula de Faraday es su robustez y la posibilidad de medir absolutamente el flujo de iones o electrones. Además, la sensibilidad es constante en el tiempo y no depende de la masa. La forma más simple es la siguiente: Un detector de Faraday consta de una jaula de metal, que se coloca en el camino del haz de partículas. El aerosol tiene que pasar el filtro dentro de la copa. El filtro tiene que estar aislado. Está conectado al circuito del electrómetro que mide la corriente.